# FEM Business
FEM Business was een wekelijks tijdschrift en een website met informatie voor de zakelijke professional en werd uitgegeven door Reed Business. Het was een voortzetting van het door Elsevier Bonaventura in de jaren zeventig op de markt gebrachte tweewekelijkse Financieel-Economisch Magazine, kortweg FEM. 
De laatste hoofdredacteur van FEM Business was Arne van der Wal. Zijn voorganger was Mike Ackermans die eerder samen met uitgever Lennard Hoogenraad in 2003 de transitie maakte van FEM/DeWeek naar FEM Business. Hoofdredacteuren van FEM en later FEM/DeWeek waren o.a. Jeroen Smit, Bert Stoop, Paul de Hen en Sander Wieringa.
FEM Business positioneerde zich als de enige echte 'Business Weekly' van Nederland. Jaarlijks publiceerde FEM Business de lijst met machtigste mensen in het Nederlandse bedrijfsleven (FEM Business TOP100) en de lijst met 50 machtigste vrouwen. Tevens organiseerde FEM Business jaarlijks in hotel De L'Europe het CEO diner. Het portfolio bestond naast het weekblad tevens uit een online platform (fembusiness.nl), een uitgebreid (betaald) doorzoekbaar archief en een webwinkel in samenwerking met managementboek.nl.
Op 22 september 2009 kondigde Reed Business aan per 1 januari 2010 te willen stoppen met FEM als gevolg van de structureel verslechterde markt waarin FEM opereerde. 

## Oplage
| Jaar | Betaalde gerichte oplage | Totaal verspreide oplage |       |
| ---- | ------------------------ | ------------------------ | ----- |
| 2004 | 26.634                   | 29.461                   | [ 1 ] |
| 2006 | 23.359                   | 26.668                   | [ 2 ] |
| 2007 | 22.925                   | 26.269                   | [ 3 ] |